# Olga Suvorova
Olga Suvorova, född 1966 i Leningrad, Sovjetunionen, är en rysk konstnär.
Suvorovas föräldrar är konstnärer. Hon utexaminerades från Repin-Institutet i Leningrad 1989 och belönades året därpå med en separatutställning med 30 verk. Hennes måleri är påverkat av hennes framstående föräldrar, men står också under inflytande av Gustav Klimt, Piero della Francesca och traditionella ryska ikoner.
Suvorova målar landskap och historiska skildringar, men också trädgårdsscener med kvinnor, ofta tillsammans med en katt eller andra djur. Hennes stil kan vara realistisk i de historiska motiven, men är starkt impressionistisk i andra verk. I sina målningar använder hon ibland sidentyger för kostymdetaljer.
Suvorova gör regelbundet utställningar i Paris och London, och hennes verk finns representerade i många samlingar i Storbritannien, USA, Tyskland, Kina och andra länder.
I en utställning 1993 i Sankt Petersburg vann hon första pris och tilldelades president Jeltsins konstnärspris, i en tävling bland fler än 3 000 konstnärer.